# Щёткодержатель

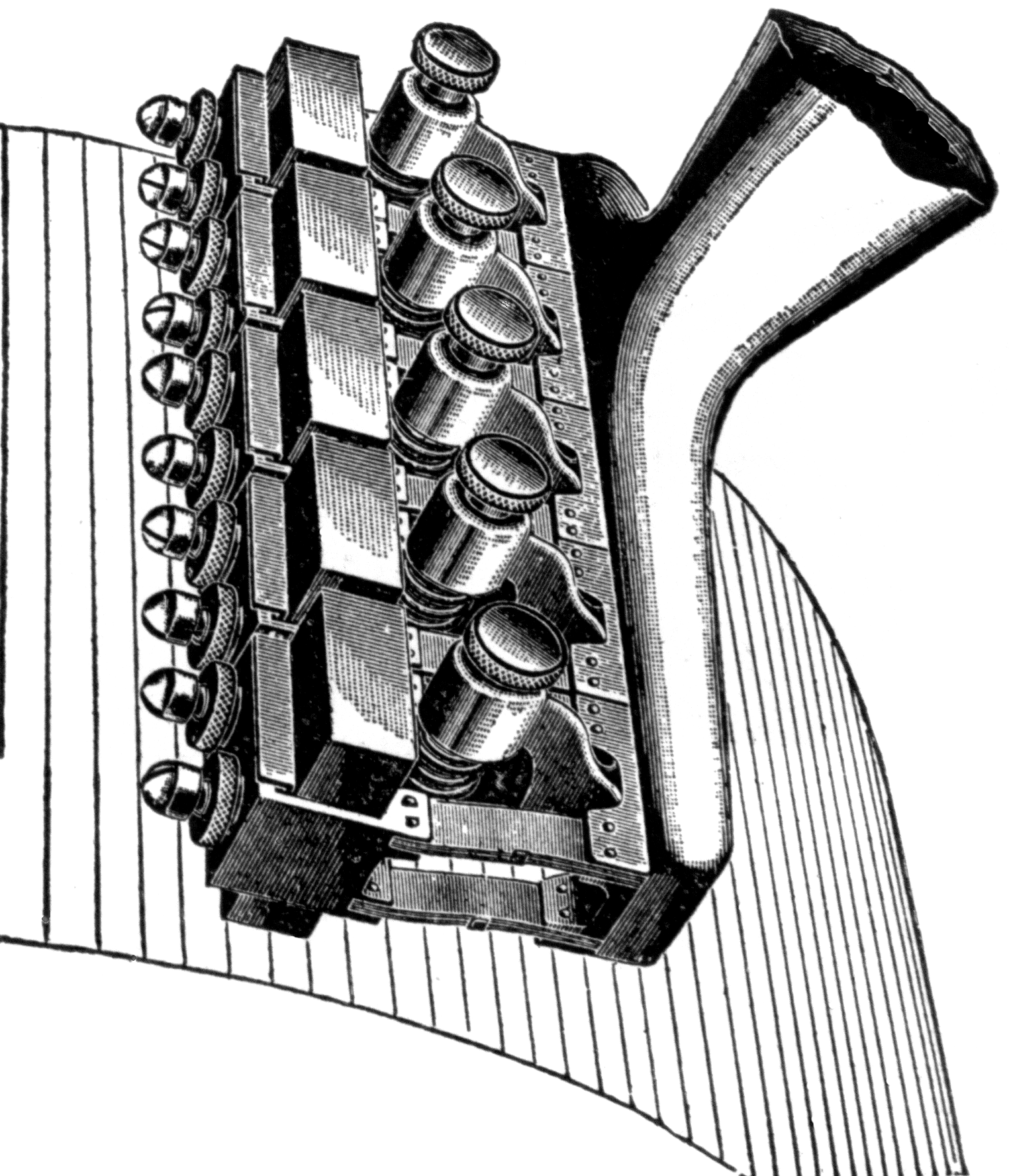
Составной щёткодержатель угольной щётки с индивидуальными зажимами и регулировками натяжения для каждого угольного блока

Щёткодержатель — элемент щёточно-коллекторного узла электрической машины, служит для крепления и правильного расположения электрощётки машины (электродвигателя либо генератора), прижимает её к коллектору или контактному кольцу. Состоит из обоймы, системы нажатия и элемента крепления.

## Описание
Пружина обычно используется со щёткой, чтобы поддерживать постоянный контакт с коллектором. По мере износа щётки и коллектора пружина постепенно прижимает щётку вниз к коллектору. В конце концов, щётка изнашивается и становится настолько маленькой и тонкой, что устойчивый контакт становится невозможен, а щётка далее не может надёжно удерживаться в щёткодержателе, и поэтому её необходимо заменить.
Обычно гибкий силовой кабель прикрепляется непосредственно к щётке, поскольку ток, протекающий через опорную пружину, вызывает нагрев, что может привести к потере закалки металла и утрате натяжения пружины.
Когда коммутируемый двигатель или генератор потребляет больше энергии, чем способна провести одна щётка, на поверхности очень большого коллектора параллельно устанавливается несколько щёткодержателей. Этот параллельный держатель равномерно распределяет ток по всем щёткам и позволяет оператору осторожно удалить неисправную щётку и заменить её новой, даже если машина продолжает вращаться с полной мощностью и под нагрузкой.
В настоящее время оборудование с высокой мощностью и коммутируемым током встречается нечасто из-за менее сложной конструкции генераторов переменного тока, позволяющих использовать низковольтную катушку с вращающимся полем высокого напряжения для питания сильноточных катушек статора с фиксированным положением. Это позволяет использовать в конструкции генератора очень маленькие одиночные щётки. В этом случае вращающиеся контакты представляют собой сплошные непрерывные кольца, называемые контактными кольцами, и никакого переключения не происходит.
Современные устройства, использующие угольные щётки, обычно имеют конструкцию, не требующую технического обслуживания, которая не требует регулировки в течение всего срока службы устройства, с использованием гнезда для держателя щётки с фиксированным положением и комбинированного узла щётка-пружина-кабель, который вставляется в паз. Изношенную щётку вынимают и вставляют новую.

## Классификация
По функционалу щёткодержатели делятся на две группы: обычные, которые выполняют функцию корпусной детали, удерживая щётки и обеспечивая контакт, и щёткодержатели, которые объединены с регулятором напряжения. Также выделяют следующие типы щёткодержателей по конструкции:
- двойные — для двигателей малой и средней мощности,
- наклонные — для двигателей с высокой скоростью вращения,
- радиально-наклонные («тандем») — для коллекторных двигателей высоких мощностей,
- подвижные — для асинхронных двигателей,
- цилиндрические — для бытовых приборов малой мощности и электроинструментов,
- радиальные — для двигателей со скоростью вращения ротора до 5-6 тыс. оборотов/мин.

## Компоненты
Компоненты щёткодержателя:
- один или несколько корпусов, в которых размещены электрощётки,
- прижимной рычаг,
- одна или несколько пружин, которые создают через рычаг давление на электрощётку,
- посадочные места для бракетов или пальцев,
- места крепление щёткодержателя.

## ГОСТы
- ГОСТ 21888-82 — Щётки, щёткодержатели, коллекторы и контактные кольца электрических машин
- ГОСТ 24720-81 — на щёткодержатели вращающихся электрических машин
- ГОСТ 24808-81 — Щёткодержатели и кронштейны тяговых электрических машин. Нарезка зубчатая — на зубчатую нарезку на крепежной поверхности вновь разрабатываемых щеткодержателей и кронштейнов для тяговых электрических машин железнодорожного, городского и заводского рельсового и безрельсового транспорта, кроме щеткодержателей и кронштейнов, взаимозаменяемых с ранее выпущенными
- ГОСТ 27370-87 — Щёткодержатели для контактных колец группы Р типа РА, на щёткодержатели асинхронных электрических машин с высотой оси вращения от 160 до 400 мм<